# U-641
Unterseeboot 641 foi um submarino alemão do Tipo VIIC, pertencente a Kriegsmarine, que atuou durante a Segunda Guerra Mundial.

## Comandantes
| Comandante           | Data                                           |
| -------------------- | ---------------------------------------------- |
| Kptlt. Horst Rendtel | 24 de setembro de 1942 - 19 de janeiro de 1944 |

## Subordinação
Durante o seu tempo de serviço, esteve subordinado às seguintes flotilhas:
| Período                                          | Flotilha                                  |
| ------------------------------------------------ | ----------------------------------------- |
| 24 de setembro de 1942 - 28 de fevereiro de 1943 | 5. Unterseebootsflottille (treinamento)   |
| 1 de março de 1943 - 19 de janeiro de 1944       | 7. Unterseebootsflottille (serviço ativo) |

## Operações conjuntas de ataque
O U-641 participou das seguinte operações de ataque combinado durante a sua carreira:
- Rudeltaktik Neuland (4 de março de 1943 - 6 de março de 1943)
- Rudeltaktik Ostmark (6 de março de 1943 - 11 de março de 1943)
- Rudeltaktik Stürmer (11 de março de 1943 - 20 de março de 1943)
- Rudeltaktik Seewolf (21 de março de 1943 - 30 de março de 1943)
- Rudeltaktik Mosel (19 de maio de 1943 - 24 de maio de 1943)
- Rudeltaktik Trutz (1 de junho de 1943 - 16 de junho de 1943)
- Rudeltaktik Trutz 2 (16 de junho de 1943 - 29 de junho de 1943)
- Rudeltaktik Geier 1 (30 de junho de 1943 - 14 de julho de 1943)
- Rudeltaktik Leuthen (15 de setembro de 1943 - 24 de setembro de 1943)
- Rudeltaktik Rossbach (24 de setembro de 1943 - 9 de outubro de 1943)
- Rudeltaktik Borkum (18 de dezembro de 1943 - 3 de janeiro de 1944)
- Rudeltaktik Borkum 2 (3 de janeiro de 1944 - 13 de janeiro de 1944)
- Rudeltaktik Rügen (13 de janeiro de 1944 - 19 de janeiro de 1944)